# ルイス・キャパルディ
ルイス・マーク・キャパルディ （Lewis Capaldi、1996年10月7日 - ）は、スコットランド出身のシンガーソングライター。シングル「Someone You Loved」は全米シングルチャートで1位を獲得し、スコットランド人アーティストとしては38年ぶりの快挙を達成。全英シングルチャートでは7週連続1位を獲得し、2019年全英で最も売れたシングルと認定された。デビュー・アルバム『Divinely Uninspired To A Hellish Extent』は全英アルバムチャート6週1位を獲得　2019年に最も成功したアーティストの1人となる。
2019年5月17日にはデビューアルバム『Divinely Uninspired to a Hellish Extent』をリリースし、6週間イギリスのアルバムチャートのトップに留まる。
2018年、フジロックフェスティバルに出演し、素朴な佇まいと若さ（当時21歳）に似合わない、その深みのあるエモーショナルな声が日本でも評判となった。

## 経歴

### 初期の始まり
彼は2歳のときドラムやギターを演奏することを学び、9歳のときパブで歌う音楽キャリアをスタートした。17歳までに彼は音楽のキャリアに専念していたがマネージャーのRyan Walterが寝室で録音したキャパルディの曲をiPhone録音から発見され、SoundCloudアカウントにアップロードしていた 。
彼は、2017年10月20日にデビュー拡張プレイレコーディング「ブルームEP」をリリースし、 グラミー賞を受賞したプロデューサーのマレー （ フランク・オーシャンと長年のコラボレーター）が協力 、後の2017年3月31日に最初のトラック「Bruises」をリリース。 この曲は世界中のSpotifyで 2,800万回近く再生され、プラットフォームで2,500万回の再生を達成した史上最速の未署名アーティストになる 。その後まもなく、彼はVirgin EMI Recordsとキャピトル・レコードに署名された 。

### 認知度の向上とヨーロッパツアー（2017 - 2018）

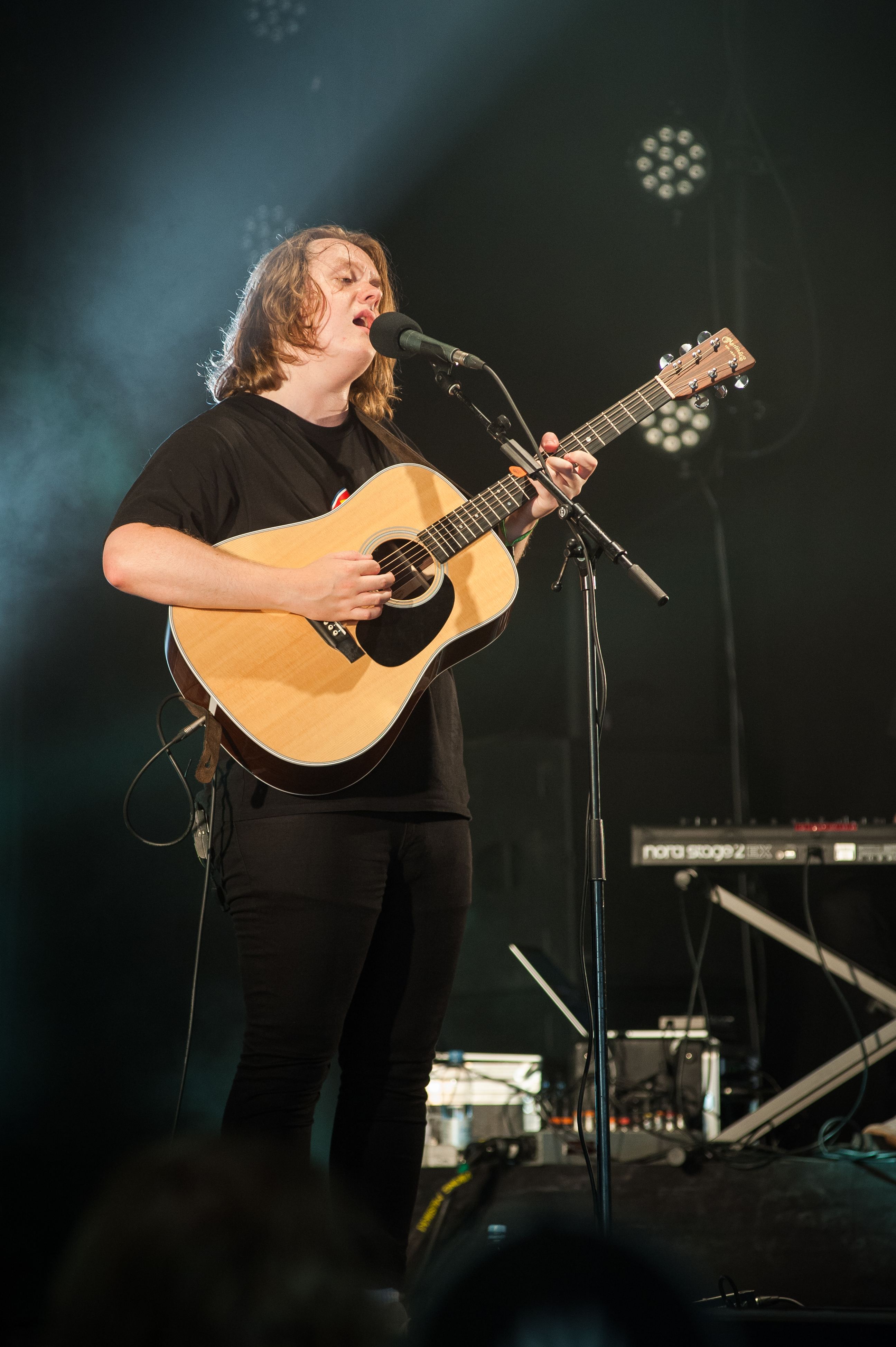
キャパルディは、 フィンランド のヨエンスーで開催される2018年イロサアリ・ロックフェスティバルに出演

2017年のデビューEP「Bloom」が全世界で1.2億回ストリーミング再生されるという大成功を収め、新人アーティストの登竜門Vevo dscvrの「Artists to Watch 2018」に選ばれ  また、BBC Musicの2018年のサウンドにもロングリストに登録される 。ブリット・アワードでは「批評家賞」3名の候補者の一人に選ばれた。
彼は2017年11月のヨーロッパツアーでRag'n'Bone Manをサポートし、2018年1月のBlossomツアーの北米ツアーでMilky Chanceをサポート。 これまでにサム・スミス、ナイル・ホーラン、ラグンボーン・マンのツアーのサポート・アクトを務めている。今年6月25日には、ベルファストで行われるザ・キラーズの大型屋外ライヴのサポート・アクトを務める。自身のヘッドライン・ツアーも規模が拡大し、今夏のUK、スコットランドの6,000～7,000人を収容する会場のライヴはチケット発売とほぼ同時にソールドアウトしている 。ほかクロエ・グレース・モレッツ 、 カイゴ 、 ジェームズ・ベイ、エリー・グールディング などの有名人から注目を集めた 。その後、ホーランは、2018年3月にグラスゴーSECアルマジロで開催されたフリッカーワールドツアーの 2つの日でサポートに招待。2018年5月に参加し、サム・スミス 、ザ・スリルすべてのヨーロッパツアー を19日に渡り招聘。彼は英国とヨーロッパツアー、グラスゴーの2人の夜を含む英国と欧州全域で2000人キャパの会場で演奏を発表する。Barrowlandボールルームへと続き、両方のショーは完売する。
2018年7月13日に、BBC Radio 1の「Brit List」で2つの演奏曲の1つに指名され、Radio 1の3連続プレイリストに。 2018年8月、アイルランドのインディーロックバンド、 コダラインはベルファストでのコンサートでカパルディを招待 。これに加えて、ロラバルーザ 、 ボナルー 、ホタル 、 マウンテンジャム 、 オシアガ 、 リーディング＆リーズフェスティバル 、リゼ、 TRNSMTなど、2018年夏の多くのフェスティバルのラインアップに含まれていた。

### Breachand BRIT賞のノミネート（2018）
二コンパクト盤侵害は含まずに2018年11月8日にリリースされた「タフ」のシングルをリリースし、新曲「グレース」とともに、「 あなたが愛した誰か 」と「Something Borrowed」のデモを制作。 Zane Loweは、リリースの日にAppleのBeats 1ラジオで「Someone You Loved」を初公開した 。
2018年11月14日、BBC Radio 1のライブラウンジで生放送されたアリー/ スター誕生でのレディー・ガガの " Shallow "のカバーを演奏。
これまでに4回売り切れの連続ツアーを行っており、ツアーの最初の15か月で300,000件の見出しチケットを売っている。彼は現在、2019年のツアー「Still Avoiding Tomorrow」でバスティルをサポート。
Mahaliaとサム・フェンダーとともに、2019年のBrit Critics 'Choice Awardにノミネートされた。

### 神聖な地獄のような広がりとグローバルなブレークスルーに向けての発想（2019）
2018年11月8日に発売された画期的なシングル「 Someone You Loved 」は翌年2月に公開された臓器移植のチャリティー団体「Live Life Give Life」を広めるために製作されたミュージック・ビデオが話題となり、その後全英シングルチャート7週連続1位を記録。2019年9月現在で、2019年度で最もイギリスで売れたシングルとなっている。世界中の29か国以上でチャートし、 ヨーロッパ 、 アジア 、 オーストラリアでヒット、2019年にオープン。「Someone You Loved」を収録したデビューアルバム『Divinely Uninspired To A Hellish Extent』は2019年5月17日に発売され、5月に続き、5年ぶりにイギリスでベストセラーアルバムとなり、リリースの最初の6週間で5週間ナンバーワンで過ごす。全英1位を通算4週獲得。またこのアルバムは、リリース後わずか2日で英国でもゴールドステータスを獲得。イギリスの初週売り上げをしてはアリアナ・グランデ『thank u, next』やビリー・アイリッシュの『WHEN WE ALL FALL ASLEEP, WHERE DO WE GO?』を抜いて全英で今年最大の初週アルバムセールスを記録している。
また、デビューアルバムのリリース前にアリーナツアーを発表および完売した世界史上初のアーティストになることで歴史を作った。ショーはチケットが入手可能になると1秒で完売し、2020年3月のヘッドラインショーで25万人を超える人々と対峙することがわかる。
2020年1月には自身二度目の来日公演が決定している。

## 私生活
カパルディの祖先はスコットランドとイタリアで、家族の父方でカパルディの2番目のいとこは、「Someone You Loved」のミュージックビデオに出演し、ドリームボーイズと呼ばれるパンク・ロックバンドのリードシンガー兼ギタリストだったドクター・フーの俳優ピーター・カパルディ 。彼はまた、 バーヘッド生まれの核物理学者ジョセフ・カパルディの遠い親戚でもある 。
2022年には自身がトゥレット症候群患者であることをカミングアウトした。公表した理由として同じ境遇の人たちに希望を持ってもらうため、カパルディが違法薬物を摂取しているという世間の噂を否定するためと語った。
サッカーチーム、セルティックFCのサポーターである 。
ソーシャルメディアの存在、特にユーモラスなビデオで知られている 。

## ディスコグラフィー
スタジオ・アルバム
| タイトル                                | アルバム詳細                                                                          | チャート最高位 | チャート最高位 | チャート最高位 | チャート最高位 | チャート最高位 | チャート最高位 | チャート最高位 | チャート最高位 | チャート最高位 | チャート最高位 | 認定                                        |
| タイトル                                | アルバム詳細                                                                          | UK             | SCO            | AUS            | CAN            | IRE            | NOR            | NZ             | SWE            | SWI            | US             | 認定                                        |
| --------------------------------------- | ------------------------------------------------------------------------------------- | -------------- | -------------- | -------------- | -------------- | -------------- | -------------- | -------------- | -------------- | -------------- | -------------- | ------------------------------------------- |
| Divinely Uninspired to a Hellish Extent | - Released: 17 May 2019 - Label: Virgin EMI - Format: CD, digital download, streaming | 1              | 1              | 10             | 10             | 1              | 4              | 10             | 11             | 3              | 32             | - BPI: Platinum - IFPI NOR: Gold - MC: Gold |

EP
| Bloom                                     | - Released: 20 October 2017 - Label: Virgin EMI - Format: Digital download, streaming | —  |
| Breach                                    | - Released: 8 November 2018 - Label: Virgin EMI - Format: Digital download, streaming | 95 |
| "—"は未発売またはチャート圏外を意味する。 |                                                                                       |    |

シングル
| タイトル                                  | 年   | チャート最高位 | チャート最高位 | チャート最高位 | チャート最高位 | チャート最高位 | チャート最高位 | チャート最高位 | チャート最高位 | チャート最高位 | チャート最高位 | 認定                                                                                      | 収録アルバム                            |
| タイトル                                  | 年   | UK             | SCO            | AUS            | CAN            | IRE            | NOR            | NZ             | SWE            | SWI            | US             | 認定                                                                                      | 収録アルバム                            |
| ----------------------------------------- | ---- | -------------- | -------------- | -------------- | -------------- | -------------- | -------------- | -------------- | -------------- | -------------- | -------------- | ----------------------------------------------------------------------------------------- | --------------------------------------- |
| "Bruises"                                 | 2017 | 16             | 19             | —              | —              | 39             | —              | —              | —              | 88             | —              | - BPI: Platinum - MC: Platinum                                                            | Divinely Uninspired to a Hellish Extent |
| "Lost On You"                             | 2017 | —              | 50             | —              | —              | —              | —              | —              | —              | —              | —              | - BPI: Silver                                                                             | Divinely Uninspired to a Hellish Extent |
| "Fade"                                    | 2017 | —              | 33             | —              | —              | —              | —              | —              | —              | —              | —              |                                                                                           | Divinely Uninspired to a Hellish Extent |
| "Rush" (featuring Jessie Reyez)           | 2018 | —              | 74             | —              | —              | —              | —              | —              | —              | —              | —              |                                                                                           | Non-album single                        |
| "Tough"                                   | 2018 | —              | 63             | —              | —              | 39             | —              | —              | —              | —              | —              |                                                                                           | Breach                                  |
| "Grace"                                   | 2018 | 9              | 6              | —              | —              | 10             | —              | —              | —              | —              | —              | - BPI: Platinum                                                                           | Divinely Uninspired to a Hellish Extent |
| "Someone You Loved"                       | 2018 | 1              | 1              | 4              | 6              | 1              | 7              | 4              | 10             | 3              | 4              | - BPI: 3× Platinum - ARIA: 4× Platinum - GLF: Gold - IFPI NOR: Platinum - MC: 2× Platinum | Divinely Uninspired to a Hellish Extent |
| "Hold Me While You Wait"                  | 2019 | 4              | 1              | —              | —              | 1              | —              | —              | 77             | 63             | —              | - BPI: Platinum                                                                           | Divinely Uninspired to a Hellish Extent |
| "—"は未発売またはチャート圏外を意味する。 |      |                |                |                |                |                |                |                |                |                |                |                                                                                           |                                         |

## 賞とノミネート
| Year | Organisation                      | Category/Award                 | Work    | Result            | Ref.   |
| ---- | --------------------------------- | ------------------------------ | ------- | ----------------- | ------ |
| 2017 | Scottish Alternative Music Awards | Best Acoustic Act              | Himself | 受賞              | [ 32 ] |
| 2017 | Scottish Music Awards             | Best Breakthrough Artist Award | Himself | 受賞              | [ 33 ] |
| 2018 | BBC                               | Sound of 2018                  | Himself | Template:Included | [ 34 ] |
| 2018 | Great Scot Awards                 | Breakthrough                   | Himself | 受賞              | [ 35 ] |
| 2018 | Forth Awards                      | Rising Star Award              | Himself | 受賞              | [ 36 ] |
| 2019 | Brit Awards                       | Critics' Choice Award          | Himself | ノミネート        | [ 37 ] |
| 2019 | MTV                               | Brand New for 2019             | Himself | 受賞              | [ 38 ] |

## ツアー
| Headlining - Bloom UK Tour (2017) - Divinely Uninspired to a Hellish Extent Tour (2019–2020) | Supporting - Sam Smith – 2018 - Niall Horan – 2018 - Bastille – 2019 |